# Джёлонга, Нико
Нико Джёлонга (хорв. Niko Đolonga; родился 24 мая 2004 года, Сплит, Хорватия) — хорватский футболист, защитник клуба «Хайдук» (Сплит), выступающий на правах аренды за «Солин». Сын Влатко Джёлонга.

## Клубная карьера
Нико Джёлонга родился 24 мая 2004 года в Сплите. В 2012 году стал игроком молодёжной команды сплитского «Хайдука». В сезоне 2022/23 вместе с ней дошёл до финала юношеской лиги УЕФА. В этом турнире Нико отыграл 8 матчей, пропустив из-за перебора карточек лишь матч против молодёжной команды донецкого «Шахтёра». За основную команду сплитского «Хайдука» дебютировал 16 апреля 2023 года в 29-м туре чемпионата Хорватии против «Риеки», выйдя на замену на 82-й минуте, заменив Гергё Ловренчича.

## Карьера в сборной
За сборные Хорватии до 15 и 16 лет сыграл 5 матчей, где ни разу не забил. За сборные до 17, 18 и 19 лет сыграл 10 матчей, где не смог отличиться голом.

## Личная жизнь
Является сыном Влатко Джёлонга, бывшего игрока сплитского «Хайдука» с 2001 по 2007 год. Также его отец сыграл три матча за сборную Хорватии.